# Jエリートリーグ
Jエリートリーグは、2021年と2022年に開催されていた日本プロサッカーリーグ（Jリーグ）の21歳以下の選手を中心としたメンバーで構成されるリザーブチームによるリーグ戦。

## 概要
Jリーグにおける若手選手育成のための控えメンバーによるリーグ戦としては、1993年から2009年、並びに2016年・2017年に開催されたJサテライトリーグ、さらには2018年と2019年に開催されたJリーグ育成マッチデーがあるが、これらを発展させ、21歳以下（いわゆる「ポストユース」世代）の選手の試合出場とアカデミー（育成組織）所属選手の飛び級昇格の機会を創出することに重きを置いて実施されるものである。
元々は2020年シーズンからの開始が予定されており、同年2月7日に行われた2020年度（令和2年度）の事業計画発表の中で創設が公表されていた。この時点では、東日本から4クラブ、関西、中四国、九州（沖縄含む）で各6クラブの22クラブが参加して開催し、3月から地域別にホーム・アンド・アウェー方式のリーグ戦を開催するとされていた。しかし、新型コロナウイルス感染症 (COVID-19) 感染拡大による影響を受け、クラブ及びリーグの財務的影響やトップチームの開催延期などから日程調整・チーム編成が困難になったことを理由に、4月15日に同年の開催中止が発表された。
2021年3月7日に改めて同年からの開催と大会「2021Jエリートリーグ」の概要が発表された。
2022年3月13日から12月末（予定）まで「2022Jエリートリーグ」が開催されることが決定。大会概要も発表された。
しかし2023年以降は開催されておらず、2024年11月には、Jリーグがいわゆる秋春制に移行するタイミングで、2026年8月から新たなU-21リーグを発足させると報じられており、Jエリートリーグは事実上終了したものと考えられる。なお、新U-21リーグについては名称未定であるものの、かつてU-23チームをJ3リーグに参戦させていたFC東京、ガンバ大阪、セレッソ大阪を含む10クラブのリザーブチームと大学サッカー部2チームによる12チームで争われ、1チームの登録人数は18人、交代枠は7人とする見通しであることも併せて報じられている。

## レギュレーション
（以下は特記なき限り2021年大会のレギュレーションである）
J1からJ3までの全57クラブのうち14クラブが参加する。クラブは地域別に3つのグループに分かれ、3月8日から11月30日にかけて、各グループ内で2回戦総当たりのリーグ戦を行う。
- Aグループ：北海道コンサドーレ札幌、水戸ホーリーホック、浦和レッズ、横浜F・マリノス、清水エスパルス、名古屋グランパス
- Bグループ：ガイナーレ鳥取、ファジアーノ岡山、徳島ヴォルティス、愛媛FC
- Cグループ：アビスパ福岡、V・ファーレン長崎、鹿児島ユナイテッドFC、FC琉球

試合エントリーは最大18名までで、所属選手の他、Jリーグの承認を得た練習生の参加が可能。「2021年12月末日において満年齢21歳以下の選手」を3名以上エントリーすることが義務づけられる。
試合は90分・延長無しで、同点の場合は引き分け。試合中の選手交代は7名まで可能（交代回数はハーフタイムを除き3回まで）。

## 2021 Jエリートリーグの結果

### グループA
| 順 | チーム                 | 試 | 勝 | 分 | 敗 | 得 | 失 | 差  | 点 |
| -- | ---------------------- | -- | -- | -- | -- | -- | -- | --- | -- |
| 1  | 水戸ホーリーホック     | 7  | 6  | 0  | 1  | 19 | 6  | +13 | 18 |
| 2  | 清水エスパルス         | 6  | 3  | 1  | 2  | 13 | 9  | +4  | 10 |
| 3  | 横浜F・マリノス        | 8  | 3  | 1  | 4  | 20 | 18 | +2  | 10 |
| 4  | 北海道コンサドーレ札幌 | 6  | 2  | 0  | 4  | 12 | 21 | −9  | 6  |
| 5  | 浦和レッズ             | 4  | 1  | 0  | 3  | 6  | 11 | −5  | 3  |
| 6  | 名古屋グランパス       | 3  | 1  | 0  | 2  | 4  | 9  | −5  | 3  |

最終更新は2021年11月7日の試合終了時
出典: 
順位の決定基準: 1. 勝点; 2. 得失点差; 3. 得点数.

### グループB
| 順 | チーム           | 試 | 勝 | 分 | 敗 | 得 | 失 | 差 | 点 |
| -- | ---------------- | -- | -- | -- | -- | -- | -- | -- | -- |
| 1  | ファジアーノ岡山 | 6  | 5  | 0  | 1  | 11 | 5  | +6 | 15 |
| 2  | ガイナーレ鳥取   | 6  | 3  | 1  | 2  | 8  | 5  | +3 | 10 |
| 3  | 徳島ヴォルティス | 6  | 2  | 1  | 3  | 3  | 6  | −3 | 7  |
| 4  | 愛媛FC           | 6  | 1  | 0  | 5  | 4  | 10 | −6 | 3  |

最終更新は2021年11月22日の試合終了時
出典: 
順位の決定基準: 1. 勝点; 2. 得失点差; 3. 得点数.

### グループC
| 順 | チーム               | 試 | 勝 | 分 | 敗 | 得 | 失 | 差 | 点 |
| -- | -------------------- | -- | -- | -- | -- | -- | -- | -- | -- |
| 1  | V・ファーレン長崎    | 6  | 4  | 2  | 0  | 13 | 5  | +8 | 14 |
| 2  | アビスパ福岡         | 6  | 3  | 1  | 2  | 12 | 9  | +3 | 10 |
| 3  | FC琉球               | 6  | 1  | 2  | 3  | 5  | 13 | −8 | 5  |
| 4  | 鹿児島ユナイテッドFC | 6  | 1  | 1  | 4  | 13 | 16 | −3 | 4  |

最終更新は2021年11月14日の試合終了時
出典: 
順位の決定基準: 1. 勝点; 2. 得失点差; 3. 得点数.

## 2022 Jエリートリーグの結果

### グループA
| 順 | チーム               | 試 | 勝 | 分 | 敗 | 得 | 失 | 差 | 点 |
| -- | -------------------- | -- | -- | -- | -- | -- | -- | -- | -- |
| 1  | 栃木SC               | 5  | 3  | 1  | 1  | 9  | 4  | +5 | 10 |
| 2  | いわてグルージャ盛岡 | 5  | 3  | 0  | 2  | 12 | 12 | 0  | 9  |
| 3  | モンテディオ山形     | 4  | 1  | 1  | 2  | 11 | 10 | +1 | 4  |
| 4  | アルビレックス新潟   | 2  | 1  | 0  | 1  | 2  | 3  | −1 | 3  |
| 5  | 水戸ホーリーホック   | 4  | 1  | 0  | 3  | 7  | 12 | −5 | 3  |

最終更新は2022年11月18日の試合終了時
出典: 
順位の決定基準: 1. 勝点; 2. 得失点差; 3. 得点数.

### グループB
| 順 | チーム                 | 試 | 勝 | 分 | 敗 | 得 | 失 | 差  | 点 |
| -- | ---------------------- | -- | -- | -- | -- | -- | -- | --- | -- |
| 1  | 清水エスパルス         | 3  | 3  | 0  | 0  | 17 | 6  | +11 | 9  |
| 2  | 名古屋グランパス       | 3  | 1  | 1  | 1  | 11 | 7  | +4  | 4  |
| 3  | 横浜FC                 | 3  | 1  | 1  | 1  | 6  | 6  | 0   | 4  |
| 4  | 横浜F・マリノス        | 2  | 1  | 0  | 1  | 3  | 7  | −4  | 3  |
| 5  | 湘南ベルマーレ         | 4  | 1  | 0  | 3  | 5  | 15 | −10 | 3  |
| 6  | 北海道コンサドーレ札幌 | 1  | 0  | 0  | 1  | 1  | 2  | −1  | 0  |

最終更新は2022年11月18日の試合終了時
出典: 
順位の決定基準: 1. 勝点; 2. 得失点差; 3. 得点数.

### グループC
| 順 | チーム           | 試 | 勝 | 分 | 敗 | 得 | 失 | 差 | 点 |
| -- | ---------------- | -- | -- | -- | -- | -- | -- | -- | -- |
| 1  | FC今治           | 5  | 3  | 1  | 1  | 11 | 2  | +9 | 10 |
| 2  | ガイナーレ鳥取   | 4  | 3  | 0  | 1  | 9  | 5  | +4 | 9  |
| 3  | カマタマーレ讃岐 | 6  | 2  | 1  | 3  | 6  | 12 | −6 | 7  |
| 4  | 愛媛FC           | 6  | 1  | 2  | 3  | 7  | 13 | −6 | 5  |
| 5  | 徳島ヴォルティス | 2  | 0  | 2  | 0  | 2  | 2  | 0  | 2  |
| 6  | ファジアーノ岡山 | 1  | 0  | 0  | 1  | 1  | 2  | −1 | 0  |

最終更新は2022年11月18日の試合終了時
出典: 
順位の決定基準: 1. 勝点; 2. 得失点差; 3. 得点数.

### グループD
| 順 | チーム               | 試 | 勝 | 分 | 敗 | 得 | 失 | 差 | 点 |
| -- | -------------------- | -- | -- | -- | -- | -- | -- | -- | -- |
| 1  | V・ファーレン長崎    | 4  | 1  | 2  | 1  | 4  | 4  | 0  | 5  |
| 2  | 鹿児島ユナイテッドFC | 2  | 1  | 1  | 0  | 3  | 2  | +1 | 4  |
| 3  | FC琉球               | 2  | 0  | 1  | 1  | 1  | 2  | −1 | 1  |

最終更新は2022年11月18日の試合終了時
出典: 
順位の決定基準: 1. 勝点; 2. 得失点差; 3. 得点数.